# Виюга (ракетен комплекс)
РПК-2 „Вьюга“ (Индекс – 81Р, Класификацията на НАТО: SS-N-15 Starfish) е съветски/руски противолодъчен ракетен комплекс, намира се на въоръжение при многоцелевите атомни подводни лодки на ВМФ на Русия.
Ракетата на комплекса има инерционна система за насочване, системи за самонасочване или за външно дистанционно управление не са предвидени. Поразяването на целта се осигурява за сметка на големия радиус на поражение на ядрената бойна част.

## История
С постановление на Съвета на Министрите на СССР от 13 октомври 1960 г. започва разработката на първия съветски комплекс тип „ПЛ—въздух—ПЛ“ в особеното конструкторско бюро № 9 (ОКБ-9) завод № 9 под ръководството на Фьодор Фьодорович Петров.
Планира се създаването на ракета с калибър 533 мм („Вьюга-53“) и 650 мм („Вьюга-65“).
От февруари 1965 г. до май 1967 г. са произведени 21 пуска ракети с калибър 533 мм. Държавните изпитания на ракетата се провеждат от 16 май до 25 юли 1968 г.
За провеждането на изпитанията на ракетите с калибър 650 мм, в завод № 444, е преоборудван потопяем стенд ПСД-4, от който са изпълнени четири пуска на 650 мм ракети „Вьюга“.

## Носители
- Подводници проект 705(К) „Лира“
- Подводници проект 671 „Ерш“ – три кораба
- Подводници проект 671РТ „Сьомга“
- Подводници проект 671РТМ(К) „Щука“
- Подводници проект 971 „Щука-Б“
- Подводницата от проекта 661 „Анчар“